# Appleby (Texas)
Pour les articles homonymes, voir Appleby.
Appleby est une municipalité américaine du comté de Nacogdoches au Texas. Elle comptait 474 habitants lors du recensement de 2010.